# ایشیهارا ۹۹۷۱
سیارک ۹۹۷۱ (به انگلیسی: 9971 Ishihara، نامگذاری:1993HS) نه هزار و نهصد و هفتاد و یکمین سیارک کشف شده‌است که در ۱۶ آوریل ۱۹۹۳ کشف شد.